# Thysanopyga lapidea
Thysanopyga lapidea är en fjärilsart som beskrevs av Butler 1882. Thysanopyga lapidea ingår i släktet Thysanopyga och familjen mätare. Inga underarter finns listade i Catalogue of Life.